# Turbine Girard

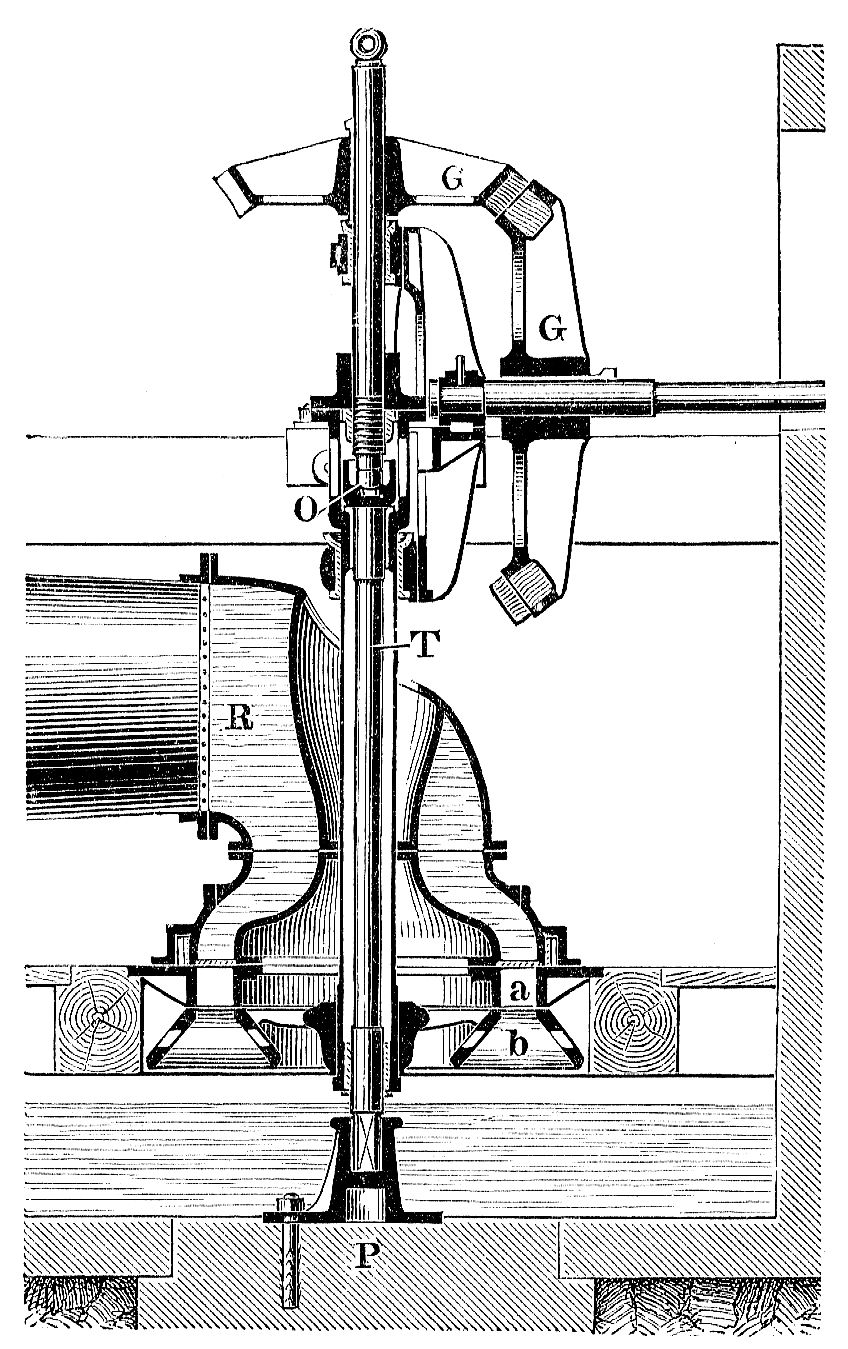
Schéma de turbine Girard

La turbine Girard est une turbine hydraulique développée par l’ingénieur Louis-Dominique Girard en 1851.

## Principe
La turbine est disposée selon un sens radial et un débit axial. La roue peut être disposée horizontalement ou verticalement. S’appuyant sur la vélocité de l’eau qui l’entraine, l’axe de la turbine Girard doit toujours être disposé hors d’eau. Pour régler leur puissance de distribution, les pales de la roue sont partiellement couvertes (pour les turbines à haute pression d’eau, seule une partie des pales est équipée).

## Histoire
Les turbines Girard ont été utilisées au début de l’industrialisation, comme moteur pour les machines dans les usines et pour la production d’électricité. Elle était plus facile à construire que la turbine Jonval, sa puissance était facile et précise à réguler. Dans des endroits où de plus grandes hauteurs de chute devaient être traitées, la turbine était encore en service au début du XXe siècle, jusqu’à ce qu’elle soit remplacée par la turbine Pelton.  

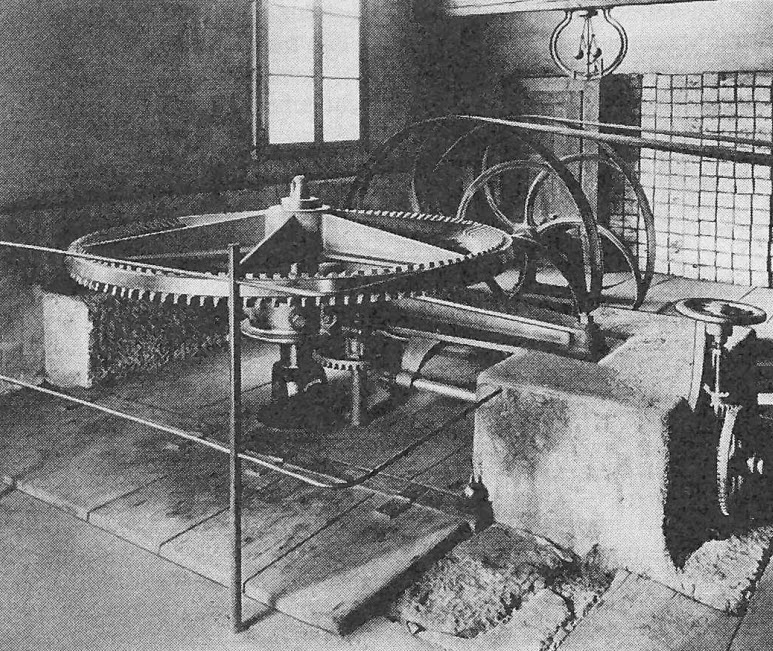
Turbine Girard de la centrale de Kriegstetten

La première centrale électrique à courant alternatif d’Europe, la centrale électrique de Thorenberg(de), est équipée en 1886 d’une turbine verticale Girard d’une puissance de 250 ch (184 kW). Elle a alimenté la ville de Lucerne en lumière électrique via une ligne à haute tension.
En 1896, aux chutes du Niagara, a été mise en service la centrale Edward Dean Adams(en). Les dix générateurs étaient alimentés par des turbines Girard fabriquées par  la I. P. Morris Company, basée à Philadelphie, selon des dessins de Piccard, Pictet & Co de Genève. Chaque turbine était composée de deux roues disposées verticalement l’une contre l’autre. Avec cette disposition, les forces axiales causées par la pression de l’eau se compensaient mutuellement et le stator n’avait qu’à supporter le poids des roues et de l’arbre. Le régime était de 250 tours par minute.
Les deux funiculaires de Lausanne-Gare et Lausanne-Ouchy ont été alimentés par des turbines Girard de l’usine de machines Bell. Une turbine était disponible pour chaque sens de conduite. Les installations ont été en service jusqu’en 1923 et 1933 respectivement.